# Drjanovo
Drjanovo (bulharsky Дряново) je město ležící na centrálním severu Bulharska, ve středním Předbalkánu. Město je správním střediskem stejnojmenné obštiny a má přibližně 7 000 obyvatel.

## Historie
Nejstarší stopy lidského osídlení na území obce pocházejí z paleolitu a jde o nejstarší osídlení na Balkánském poloostrově, které bylo nalezeno v jeskyni Bačo Kiro poblíž zdejšího kláštera. Z pozdějších dob zde byly nalezeny četné pozůstatky starověkých thráckých a římských osad. V oné době byly v okolí postaveny četné pevnosti, původně thrácké, později římské, které zachovaly svoji funkci i v následujících obdobích. Jedna z nich se za druhé bulharské říše stala sídlem, které pravděpodobně obýval místní bojar nebo králové z rodu Asenovců. Zde byla v roce 1190 po marném obléhání poražena početná armáda byzantského císaře Izáka II.
Během osmanské vlády se místní obyvatelstvo těšilo některým výhodám, zejména daňovým úlevám, které vyplývaly z jeho funkce strážců průsmyku. I díky tomu se dařilo v místním klášteře zachovávat bulharského ducha, víru, písemnictví, tradice a kulturu celkově. To se odrazilo v brzkém nástupu národního obrození, do něhož se významně zapojilo mnoho místních osobností, například Maxim Rajkovič, který vzdoroval nárůstu vlivu fanariotů v regionu a svůj život zasvětil zachování bulharské kultury a spirituality, přičemž svoje peníze odkázal na výstavbu místní sjednocené školy.
V roce 1778 byla v centru města postavena hodinová věž, což prospělo rozvoji řemesel, bylo známkou rozvinutého osídlení a zároveň šlo o jednu z prvních hodinových věží na území pozdějšího Bulharska. Následně se zdejší stavitelé stali velmi známými a mnozí z nich pracovali v různých částech říše a dokonce i za jejími hranicemi. Tento fenomén se nazývá drjanovská stavební škola a jejím nejznámějším představitelem je Nikola Fičev.
Místní obyvatelé se aktivně zapojili do dubnového povstání v roce 1876. U zdejšího kláštera se udála jedna z nejepičtějších bitev povstání, v níž povstalci s popem Charitonem po devět dní vzdorovali mnohonásobné turecké přesile. Po bitvě Turci zničili místní hodinovou věž. Město bylo osvobozeno 12. července 1877 a následně se stalo součástí Bulharského knížectví. Během krátké doby zde vzniklo několik velkých továren: tabáková továrna bratrů Šiškovů, cukrárna bratrů Mutafčievů, akciová společnost Zdravina, později přeměněná na První bulharskou vagónku. Kromě jiného byla obnovena hodinová věž. V roce 1907 začala výstavba městské kanalizace a v roce 1927 byl v Drjanovu zaveden elektrický rozvod. Během komunistické vlády byla místní hodinová věž znovu stržena, ale již v roce 1984 byla jako jeden ze symbolů města obnovena v současné podobě, která je velmi blízká originálu, přičemž hodinový mechanismus je z původní věže.

## Obyvatelstvo
Ve městě žije 7 083 obyvatel a je zde trvale hlášeno 7 508 obyvatel. Podle sčítání 1. února 2011 bylo národnostní složení následující:
- Bulhaři: 6 118 (91.0 %)
- Turci: 409 (6.1 %)
- Romové: 166 (2.5 %)
- ostatní: 30 (0.4 %)